# ترانه پرطرفدار
ترانه پرطرفدار یا آهنگ پرطرفدار (انگلیسی: Hit song) به ترانه یا یک قطعه موسیقی بی‌کلام ضبط‌شده‌ای می‌گویند که بسیار پرطرفدار، محبوب و موفق است. با آنکه این اصطلاح برای هر آهنگی به‌کار می‌رود که به‌طور گسترده پخش‌شده یا فروش فراوانی دارد، اما اصطلاح خاص hit record معمولاً به تک‌آهنگی گفته می‌شود که در جداول رسمی موسیقی حضور داشته باشد و اینکار از طریق ایرپلی رادیویی مکرر، بازخورد مطلوب مخاطبان یا داده‌های چشمگیر پخش اینترنتی و فروش تجاری موفق حاصل می‌شود.
در ایالات متحده آمریکا و بریتانیا یک تک‌آهنگ معمولاً زمانی که در میان ۴۰ آهنگ برتر بیلبورد هات ۱۰۰ یا رتبه ۷۵ برتر جدول تک‌آهنگ‌های بریتانیا برسد، به عنوان یک ترانه پرطرفدار موفق در نظر گرفته می‌شود. از دهه ۱۹۷۰ میلادی، کتاب گینس تک‌آهنگ‌های پرطرفدار و موفق بریتانیایی از همین شاخصه و تعریف برای خود استفاده کرده‌است.